# Kweichow moutai
Kweichow moutai (chinois simplifié : 贵州茅台酒股份有限公司 ; chinois traditionnel : 貴州茅台酒股份有限公司 ; pinyin : Guìzhōu máotái jiǔ gǔfèn yǒuxiàngōngsī ; litt. « Société anonyme de la liqueur Moutai (de la province) de Guizhou ») est l'entreprise chinoise qui produit la célèbre eau-de-vie Maotai. 